# Маслиев, Станислав Валерьевич
Маслиев Станислав Валерьевич (род. 22 июля 1993 года, Старобельск) — российский волейболист, доигровщик, мастер спорта России.

## Карьера
Начал заниматься волейболом в 2003 году в г. Мариуполь  Волейбольный клуб "Азовсталь"  под руководством Виктории Ивановны Ращупкиной. В 2008 году переехал в Белгород и подписал контракт с «Белогорье» на позиции доигровщика.
В 2013 году на правах аренды перешел в волейбольный клуб «Нова» г. Новокуйбышевк (Самарская обл.), после чего в 2014 снова вернулся в Белогорье.
В 2016 году Станислав на правах Аренды перешел в Австрийский волейбольный клуб Hypo Tirol, где через 5 месяцев арены получил дисквалификацию на 4 года за употребление допинга***
По окончании дисквалификации Станислав вернулся в большой спорт и продолжил карьеру в суперлиге, волейбольный клуб «Югра-Самотлор» г. Нижневартовск.
В 2021 подписал контракт с ВК «Белогорье»

## Достижения

### Со сборными
- Бронзовый призёр Чемпионата Европы среди молодёжных команд г. Анкара (2011).
- Серебряный призёр Олимпийского Фестиваля г. Трабзон (2011).
- Двукратный чемпион EEVZA среди сборных команд (2011,2012).

### В клубной карьере
- Чемпион России (Чемпионат России по волейболу среди мужчин 2015),
- Обладатель Суперкубка России (2015).